# Лаборец
Ла́борец (словац. Laborec) — река в восточной Словакии (Прешовский край и Кошицкий край). Длина реки — 129 км. Площадь водосборного бассейна — 4522 км². Средний расход воды — 54,5 м³/с.
Высота истока — 682 м над уровнем моря.
На Лаборце находятся города Медзилаборце и Гуменне. Главные притоки Удава, Уж и Цироха.
По легенде река названа в честь князя Лаборца, старое название реки было Свиржава.
Близ города Михаловце на реке находится водохранилище Земплинская Ширава.